# Газопереробний завод Шах
Газопереробний завод Шах — виробничий комплекс у Об'єднаних Арабських Еміратах, створений з метою розробки розташованого на півдні емірату Абу-Дабі газового родовища Шах.

## Загальний опис
Хоча родовище Шах відкрили ще у 1960-х роках, проте його розробці тривалий час перешкоджав рекордний вміст агресивного сірководню — 23 %. Лише у 2010-х роках за цей проект узявся консорціум місцевої Abu Dhabi National Oil Co. (ADNOC, 60 %) та американської Occidental Petroleum (40 %). Введення газопереробного заводу в експлуатацію почалось у 2014-му, наступного року він вийшов на повну потужність, а в 2016-му комплекс офіційно оголосили завершеним.
На момент запуску дві технологічні лінії заводу мали пропускну здатність по прийому 28 млн м3 на добу. При цьому після вилучення конденсату (33 тисячі барелів на добу), суміші зріджених вуглеводневих газів (4400 тон на добу), сірководню та двоокису вуглецю (останнього у продукції родовища також багато — 10 %) залишався паливний газ в обсязі лише 14,2 млн м3 на добу (5,2 млрд м3 на рік). Сірководень призначався для подальшої переробки на чотирьох установках, розрахованих на випуск 9200 (за іншими даними — 9900) тон сірки на добу.
В 2018-му завершили проект модернізації, котрий мав збільшити прийом ресурсу до 37 млн м3 на добу, а випуск товарного газу — до 18,4 млн м3 (6,7 млрд м3 на рік).
Підготоване блакитне паливо видають до газотранспортної системи країни через трубопровід Шах – Хабшан. В той же час, конденсат та суміш ЗВГ транспортуються по двох перемичках довжиною 66 км та діаметром по 400 мм до врізки в ЗВГ-трубопровід та конденсатопровід від ГПЗ Асаб.
Видачу сірки первісно планувалось організувати у рідкому вигляді по трубопроводу до Рувайса (саме так здійснювався її вивіз з найбільшого в країні газопереробного комплексу Хабшан, котрий, хоч і працює з меншим вмістом сірководню у газі, проте здатен продукувати понад 11 тисяч тон сірки на добу). Втім, у підсумку спорудили спеціальну залізницю для вивозу цього продукту, котра прямує до все того ж Рувайсу. При цьому між ГПЗ та завантажувальним терміналом залізниці проклали сіркопровід довжиною 11 км.